# Джозеф Еверетт Даттон
Джозеф Еверетт Даттон (англ. Joseph Everett Dutton; 9 вересня 1874, Бебінгтон, Англія — 27 лютого 1905, Касонго, Королівство Конго) — британський паразитолог. Виявив одного зі збудників ендемічного поворотного тифу, якого на його честь назвали Borrelia duttoni. Також на його честь названо вид Trypanosoma duttoni.

## Біографія

### Ранні роки
Його батьком був Джон Даттон, хімік, а матір'ю — Сара Елен Мур. Він був їхнім п'ятим сином. Навчався у Королівській школі в Честері з січня 1888 по травень 1892 року.

### Навчання медицині
Був прийнятий в університет Ліверпуля в 1892 році, і отримав золоту медаль з анатомії та фізіології, а також медаль з історії фармації (лат. materia medica) в 1895 році. Виграв медаль з патології в Університеті Вікторії в 1896 році. Закінчив університет у 1897 році і був призначений стипендіатом з патології.

### Початок роботи
Його призначили резидентом Королівського лазарету Ліверпуля. Шість місяців він працював домашнім хірургом у професора Раштона Паркера, а згодом домашнім лікарем у професора Річарда Катона.

### В Африці
Даттон приєднався до третьої експедиції, організованої Ліверпульською медичною школою, у Нігерію в 1900 році. Наслідком цього стали два звіти, один про санітарні заходи запобігання малярії, а другий про філяріїдози. У 1901 році він був прийнятий до членів Наукового товариства Волтера Меєрса з паразитології. На початку 1901 року Даттон здійснив експедицію до Гамбії.

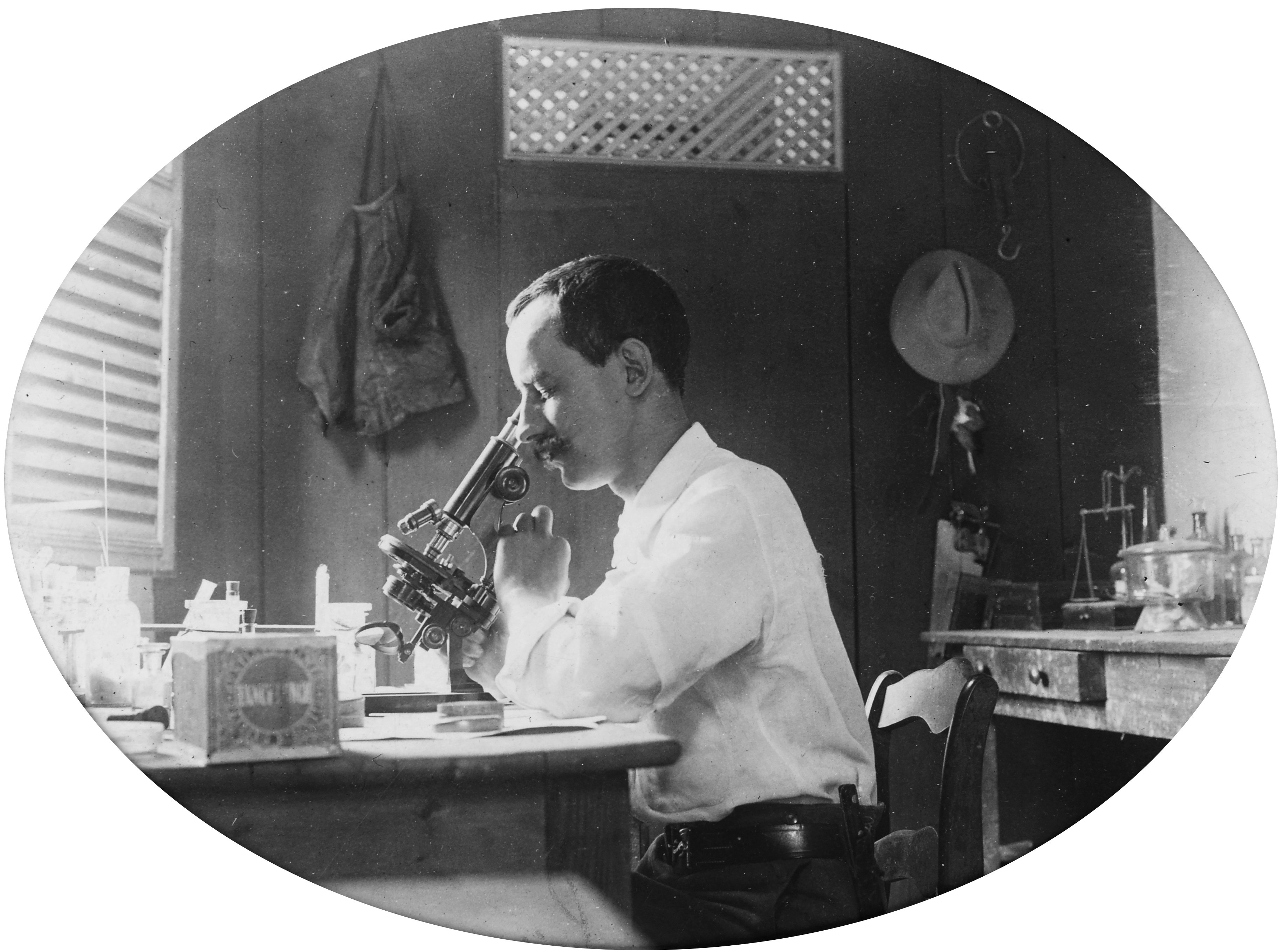
Даттон під час проведення мікроскопії у Гамбії в 1902 році

10 травня 1901 року колоніальний хірург лікарні в Батерсті показав йому зразок крові урядового службовця з «дуже великою кількістю активно рухомих черв'якових тіл, природу яких він не зміг встановити». Пацієнт повернувся до Великої Британії, де Даттон ще раз оглянув того, але не зміг виявити жодних паразитів. Однак, коли пацієнт і Даттон повернулися в Гамбію 15 грудня 1901 року, Даттон знову дослідив зразки крові та «виявив найпростіше джгутикове, яке, вочевидь, належало до роду Трипаносома».
Цей збудник належав до родини паразитів, які до цього часу були виявлені лише в крові тварин. Відкриття було важливим етапом у розумінні поширеної і часто смертельної сонної хвороби. Даттон не відразу встановив зв'язок хвороби пацієнта із знайденою трипаносомою, адже пацієнт також хворів на малярію. Даттон також описав різні інші трипаносоми.
У вересні 1902 року він повернувся до Гамбії разом з Джоном Ланселотом Тоддом під час експедиції, яку підтримав Джозеф Чемберлен, державний секретар колоній, що сприяло тривалому візиту до тодішньої французької колонії Сенегал.
Дванадцята експедиція Ліверпульської школи тропічної медицини вирушила до Вільного штату Конго 13 вересня 1903 року. Даттона супроводжували Джон Ланселот Тодд і Катберт Крісті. Крісті повернувся до Англії в червні 1904 року, тоді як Тодд і Даттон попливли нагору за течією до водоспаду Стенлі, куди вони дійшли наприкінці 1904 року. Там вони виявили, що є причиною кліщової гарячки, і як саме вона передається між людьми та мавпами. Даттон виявив, що мавпи можуть заразитися через укуси кліщів Ornithodoros moubata, що переносять збудника хвороби — Borrelia duttoni. Він також виявив, що цей збудник може проникати в яйця та личинки кліщів, тому наступне покоління також буде носієм інфекції.
Обидва заразилися, але спочатку самопочуття дозволяло їм продовжувати подорож, і вони дійшли до Касонго 9 лютого 1905 року. І тоді здоров'я Даттона швидко погіршилося. Він занотовував свої симптоми аж до розвитку занадто тяжкого стану, після чого Тодд продовжив запис. Даттон помер у Касонго 27 лютого 1905 року. Більше тисячі людей побували на його похованні, в основному місцеві жителі, яких він лікував і повагу яких заслужив. Два місяці знадобилося, щоб звістку про його смерть донесли до найближчої телеграфної станції.

### Некрологи
Некролог Даттона в «Британському медичному журналі» 1905 року засвідчив, що висока повага, яку мали до Даттону корінні жителі, була очевидна на його похоронах. Його гроб несли дванадцять носіїв, всі корінні сержанти, і більше тисячі людей прийшли супроводити його труну до місця його спочинку. У тому ж некролозі Рональд Росс написав про Даттона:
|  | Він був справжнім лицарем науки ... Галахад тієї групи захоплених юнаків, які з таким невеликим дбанням про себе стрімко просунули справу тропічної медичної науки. |

Вільям Ослер у 1909 році ввів його до свого списку «справжніх мучеників тропічної медичної науки».

Професор Г. Аннет написав для Британського медичного журналу і The Lancet e 1905 році: 
|  | Підбадьорливий ентузіазм Даттона зробив його бажаним співробітником у всіх сферах роботи. Майстерність і здібності, які він вніс у науку тропічної медицини, були найвищого порядку, і його робота давала обіцянку майбутнього успіху. |